# Râul Hnilec
Hnilec (germană Göllnitz; maghiară Gölnic), este un râu cu o lungime de ca. 90 km din Slovacia de Est, afluent al râului Hornád, ambele râuri izvorând din munții Tatra Mică (slowak. Nízke Tatry), care sunt continuarea munților „Slovenské Rudohorie”. Pe cursul superior a râului se află Parcul național Paradis slovac (Slovenský Raj). Munții traversați au fost bogați în minereuri de aur, argint, cupru și mercur, rezerve care au fost epuizate la sfârșitul secolului al XX-lea. Aceste zăcăminte au determinat grupul etnic german din Carpați să se stabilească în regiunea numită Zips.
Hnilec are un curs aproape paralel cu Hornad, între cursurile lor fiind un lanț muntos de 1500 m altitudine. Râul Hnilec se varsă într-un lac de acumulare de 20 km lungime, de unde împreună cu Hornad părăsește munții ajungând în Câmpia Slovacă de Est, traversând orașul Košice, Câmpia Ungară și varsându-se în Tisa.